# 야마나시현 제1구
야마나시현 제1구(일본어: 山梨県第1区)는 일본의 중의원 선거구이다. 1994년 공직선거법이 개정되면서 신설되었다.

## 지역
- 고후시
- 니라사키시
- 미나미알프스시
- 호쿠토시
- 가이시
- 주오시
- 니시야쓰시로군
- 미나미코마군
- 나카코마군

2013년 구분 변경에 따라 구분이 크게 변경되었다. 2013년 구분 변경 전에는 다음과 같은 구역이었다.
- 고후시(옛 나카미치정과 옛 가미쿠이시키촌 북부 구역 제외), 고슈시, 야마나시시, 후에후키시(옛 가쓰가이정에 한함)

## 역대 국회의원
- 나카오 에이치 (소속 정당: 자유민주당, 임기: 1996년 ~ 2000년)
- 오자와 사키히토 (소속 정당: 민주당, 임기: 2000년 ~ 2012년)
- 미야가와 노리코 (소속 정당: 자유민주당, 임기: 2012년 ~ 2014년)
- 나카지마 가쓰히토 (소속 정당: 민주당(2014년 ~ 2017년) → 민진당(2016년 ~ 2017년) → 무소속(2017년 ~ 현재), 2014년 ~ 현재)